# Brendan O’Connor
Brendan O’Connor (ur. 2 marca 1962 w Londynie) – australijski polityk irlandzkiego pochodzenia, członek Australijskiej Partii Pracy. Od 2001 członek Izby Reprezentantów Australii (ALP), od marca 2012 do września 2013 członek gabinetu federalnego, gdzie zajmował kilka różnych stanowisk ministerialnych. 

## Życiorys

### Młodość
Urodził się w stolicy Wielkiej Brytanii jako dziecko pary Irlandczyków. Edukację odebrał w Irlandii i Australii, jest absolwentem prawa na Monash University, a także studiów podyplomowych na Harvard University. Do 1995 był obywatelem Irlandii, po czym przyjął obywatelstwo Australii. Przez wiele lat był etatowym pracownikiem związków zawodowych, gdzie doszedł do stanowiska zastępcy sekretarza generalnego związku pracowników sektora usług.

### Kariera polityczna
Karierę polityczną rozpoczął w 2001, kiedy to w barwach opozycyjnej wówczas ALP dostał się do izby niższej parlamentu federalnego. W 2005 został przewodniczącym grupy roboczej działającej przy klubie parlamentarnym ALP, mającej za zadanie zaproponować zmiany w prawie pracy. W 2007 wszedł do gabinetu cieni Kevina Rudda, gdzie odpowiadał za tzw. stosunki przemysłowe (industrial relations), co w żargonie australijskiej polityki oznacza relacje między pracodawcami a pracownikami. Po wygranych przez ALP wyborach w 2007 wszedł do tzw. outer ministry, czyli tej części rządu, której członkowie noszą tytuły ministrów, lecz nie należą do Gabinetu (w praktyce ich ranga jest zbliżona do polskich sekretarzy stanu). Początkowo odpowiadał za kwestie przeciwdziałania wykluczeniu na rynku pracy. W 2009 został przeniesiony na urząd ministra spraw wewnętrznych, nadal pozostając poza Gabinetem. Po wyborach w 2010 otrzymał od premier Julii Gillard dodatkowe stanowiska ministra sprawiedliwości oraz ministra ds. prywatności i dostępu do informacji publicznej. W grudniu 2011 został przeniesiony na stanowiska ministra ds. służb socjalnych oraz wiceministra szkolnictwa (w australijskim systemie politycznym możliwe jest takie łączenie stanowisk). 
5 marca 2012 został powołany w skład Gabinetu, otrzymując równocześnie trzy niezależne stanowiska: ministra ds. małych przedsiębiorstw, ministra budownictwa mieszkaniowego i ministra ds. bezdomności. W lutym 2013 jego portfolio zostało rozszerzone o kwestie imigracji i obywatelstwa, za to z jego kompetencji wyłączono sprawy małych przedsiębiorstw. W lipcu 2013, po dymisji premier Gillard i powrocie Kevina Rudda na stanowisko szefa rządu, został ministrem ds. zatrudnienia, a także ministrem ds. umiejętności i kształcenia ustawicznego. Opuścił rząd we wrześniu 2013, kiedy to ALP przegrała wybory i przeszła do opozycji. 